# Królik po berlińsku
Królik po berlińsku (ang. Rabbit à la Berlin, niem. Mauerhase) – polsko-niemiecki film dokumentalny z 2009 w reżyserii Bartosza Konopki, alegoryczna opowieść o królikach żyjących w strefie śmierci Muru Berlińskiego w latach 1961–1989. Królik po berlińsku był wielokrotnie nagradzany, między innymi Złotym Lajkonikiem na Krakowskim Festiwalu Filmowym oraz Gwarancją Kultury; został również nominowany do Oscara dla najlepszego krótkometrażowego filmu dokumentalnego.

## Treść
Film opowiada o losach pokoleń tysięcy dzikich królików, zamkniętych przez 28 lat w strefie śmierci Muru Berlińskiego. Pas zieleni odgrodzony z obu stron pozwolił królikom zamieszkiwać teren bez obawy o zagrożenie ze strony drapieżników oraz ludzi. Początkowo przystosowane do życia w zamknięciu, prowadziły beztroską egzystencję aż do upadku muru, po którym uwolnione zwierzęta zostały poddane częściowej eksterminacji, by w końcu dostosować się do nowej rzeczywistości.

## Produkcja
Pomysł na realizację Królika po berlińsku pojawił się trakcie nauki Bartosza Konopki w Szkole Wajdy. Podczas jednego ze spotkań z Marcelem Łozińskim reżyser opowiadał, że jednym z jego niezrealizowanych projektów był film poświęcony zasłyszanej historii o dwóch murach, pomiędzy którymi „rosła zielona trawa, a po niej biegały tysiące białych królików”. Pomysł wnet przechwycił Konopka, dodając po latach od siebie, że „w 1989 jak padał mur, to wszyscy interesowali się ludźmi, kamery skierowane były na górę, a na dole przecież odbywał się ten inny, szczególny exodus”. W polskiej wersji językowej wystąpiła Krystyna Czubówna, powszechnie znana jako lektor filmów przyrodniczych. Łączny budżet filmu wyniósł 863 507 zł.

## Odbiór
Dominika Gwit podkreślała, że uwięzienie królików w strefie śmierci Muru Berlińskiego można było odczytywać jako sytuację podobną do zniewolenia mieszkających w Berlinie Wschodnim obywateli Niemieckiej Republiki Demokratycznej. Albowiem w latach 1961–1989 śmierć poniosło 200 osób próbujących przedostać się przez mur z Berlina Wschodniego do Berlina Zachodniego. „Ludzką tragedię i absurd życia w państwie totalitarnym Konopka doskonale pokazał oczami tych małych zwierząt, które tak jak wówczas Niemcy, znalazły się w nienaturalnych warunkach”. Justyna Czaja dostrzegła w filmie Konopki nawiązania do bajek ezopowych, a sam pomysł użycia zwierząt do przypowieści politycznej jej zdaniem przywodził na myśl Szczurołapa (1986) Andrzeja Czarneckiego. Agata Janikowska uznała Królika po berlińsku za film reprezentujący zwrot posthumanistyczny, tzn. skoncentrowany na życiu organizmów nieludzkich.

## Nagrody
| Rok  | Festiwal                                                         | Nagroda                                                          | Odbiorca        | Wynik     |
| ---- | ---------------------------------------------------------------- | ---------------------------------------------------------------- | --------------- | --------- |
| 2009 | Canadian International Documentary Festival „Hotdocs”            | Nagroda dla filmu średniometrażowego                             | Bartosz Konopka | Nagroda   |
| 2009 | Docs Against Gravity Film Festival                               | Nagroda Magicznej Godziny                                        | Bartosz Konopka | Nagroda   |
| 2009 | Krakowski Festiwal Filmowy                                       | Grand Prix „Złoty Lajkonik”                                      | Bartosz Konopka | Nagroda   |
| 2009 | Krakowski Festiwal Filmowy                                       | Nagroda dla najlepszego producenta                               | Anna Wydra      | Nagroda   |
| 2009 | Międzynarodowy Festiwal Filmów Dokumentalnych w Jihlawie         | Nagroda „Silver Eye” dla najlepszego filmu średniometrażowego    | Bartosz Konopka | Nagroda   |
| 2009 | Festiwal Filmu Polskiego w Ameryce                               | „Złote Zęby” dla najbardziej interesującego filmu dokumentalnego | Bartosz Konopka | Nagroda   |
| 2010 | Ogólnopolski Festiwal Sztuki Filmowej „Prowincjonalia”           | „Jańcio Wodnik” za najlepszy film dokumentalny                   | Bartosz Konopka | Nagroda   |
| 2010 | Amerykańska Akademia Sztuki i Wiedzy Filmowej                    | Oscar za najlepszy krótkometrażowy film dokumentalny             | Bartosz Konopka | Nominacja |
| 2010 | TVP Kultura                                                      | Gwarancja Kultury (kategoria: film)                              | Bartosz Konopka | Nagroda   |
| 2010 | Międzynarodowy Festiwal Filmów Dokumentalnych „Documenta Madrid” | II Nagroda w kategorii filmów krótkometrażowych                  | Bartosz Konopka | Nagroda   |
| 2010 | Batumi International Art House Film Festival                     | Nagroda Specjalna Jury                                           | Bartosz Konopka | Nagroda   |
| 2010 | Festiwal Filmów Optymistycznych „Multimedia Happy End”           | Wyróżnienie                                                      | Bartosz Konopka | Nagroda   |
| 2011 | ArchFilmLund                                                     | Nagroda dla najlepszego dokumentu o mieście/architekturze        | Bartosz Konopka | Nagroda   |